# 明日へ向かう人
『明日へ向かう人』（あすへむかうひと）は、2015年に発売された半﨑美子のスタジオ・アルバム及びそのタイトル曲。作詞作曲は半﨑自身が手がけた。

## 概要
半﨑美子のメジャーデビュー前最後のアルバムであり、かつインディーズ時代唯一のフルアルバム。「生きる」ということに焦点を当てた曲を多数収録している。
ジャケットデザインは半崎信朗が担当し、タイトル曲「明日へ向かう人」のミュージックビデオに登場する、子供のオオサンショウウオ（おおさんしょう太）と幼虫のホタル（小川ほたる）が描かれている。

## 楽曲解説

### 明日へ向かう人
半﨑は多くの手紙をもらって、その内容から歌を制作することが多く、ショッピングモールで半﨑の歌声を聴いた人から1通の手紙が届いた。それは事故で9歳の息子を亡くした夫妻が「半﨑さんの希望の桜のような気持ちになれる日がくることを信じて希望を持って生きたいと思います」などと綴られていた内容を受けて、その夫妻の深い悲しみに触れた半﨑は悲しみの中でも希望を持って生きたいという思いに寄り添いながら作った曲である。
その曲をショッピングモールやコンサート会場で聞いたその夫婦は「会場も一体となった優しさを感じた歌だったので涙が止まらなかった」と感謝の気持ちを語っており半﨑もその夫婦との出会いは自身にとっても大きく影響を受けており数々のメディアなどで「ショッピングモールの歌姫」と称されるようになった代表的な曲である。
ミュージックビデオには映像作家・半崎信朗が制作したアニメーション動画が使われていて、ジャケットにも描かれてる子供のオオサンショウウオ（おおさんしょう太）と、まだ幼虫のホタル（小川ほたる）の川の中での旅が描かれており、苦難の中にも勇敢に立ち向かって旅を続けることでこの曲のイメージを表現している。
2015年4月から2か月間、テレビ朝日『若大将のゆうゆう散歩』のエンディングテーマに起用され、これが半﨑にとって初めてのタイアップとなった。

### 種
2013年3月2日、宮城県石巻市大川地区（河北総合センター）で開催されたイベント「大川ふるさと祭り」に出演する前日に、東日本大震災の甚大な被害を受けた同地区のことに想いを巡らせながらキーボードを前にしていたら出来上がった”命の歌”とされ、自身のブログをはじめミュージックビデオにも綴られている。
ミュージックビデオには、風にそよぐ草花や小さくても必死に生きていく虫や動物たちのように、そして大地に芽吹く命として繋がっていく命の尊さを讃えるようなイメージを込めて、半﨑自身が出演から編集までを全て初挑戦した第一作目の映像作品になっている。
本楽曲は2017年発売のメジャーデビュー1stシングル「サクラ〜卒業できなかった君へ〜」にもカップリングで収録されている。

## 収録曲
| 全作詞・作曲: 半﨑美子。 |                                        |          |            |      |
| #                        | タイトル                               | 作詞     | 作曲・編曲 | 時間 |
| 1.                       | 「明日へ向かう人」                     | 半﨑美子 | 半﨑美子   | 5:10 |
| 2.                       | 「赤色のヒーロー」                     | 半﨑美子 | 半﨑美子   | 3:56 |
| 3.                       | 「夏の夢」                             | 半﨑美子 | 半﨑美子   | 4:16 |
| 4.                       | 「36度5分」                            | 半﨑美子 | 半﨑美子   | 4:15 |
| 5.                       | 「悲しくもないのに」                   | 半﨑美子 | 半﨑美子   | 5:12 |
| 6.                       | 「春を呼ぶ花」                         | 半﨑美子 | 半﨑美子   | 5:37 |
| 7.                       | 「選手宣誓～神頼み2015」               | 半﨑美子 | 半﨑美子   | 4:20 |
| 8.                       | 「種」                                 | 半﨑美子 | 半﨑美子   | 5:06 |
| 9.                       | 「はんざき音頭 (Bonus Track)」         | 半﨑美子 | 半﨑美子   | 2:32 |
| 10.                      | 「はんざき音頭カラオケ (Bonus Track)」 | 半﨑美子 | 半﨑美子   | 2:31 |
| 合計時間:                | 合計時間:                              | 42:55    |            |      |